# Madison (condado de Dane, Wisconsin)
Madison es un pueblo ubicado en el condado de Dane en el estado estadounidense de Wisconsin. En el Censo de 2010 tenía una población de 6.279 habitantes y una densidad poblacional de 1.619,46 personas por km².

## Geografía
Madison se encuentra ubicado en las coordenadas 43°2′23″N 89°22′46″O / 43.03972, -89.37944. Según la Oficina del Censo de los Estados Unidos, Madison tiene una superficie total de 3.88 km², de la cual 3.84 km² corresponden a tierra firme y (0.94%) 0.04 km² es agua.

## Demografía
Según el censo de 2010, había 6.279 personas residiendo en Madison. La densidad de población era de 1.619,46 hab./km². De los 6.279 habitantes, Madison estaba compuesto por el 54.63% blancos, el 20.1% eran afroamericanos, el 0.88% eran amerindios, el 5.89% eran asiáticos, el 0.02% eran isleños del Pacífico, el 13.68% eran de otras razas y el 4.81% pertenecían a dos o más razas. Del total de la población el 28.03% eran hispanos o latinos de cualquier raza.